# Gebze
Gebze là một thành phố công nghiệp nằm trong tỉnh Kocaeli của Thổ Nhĩ Kỳ, cách Istanbul 30 dặm Anh trên bờ bắc biển Marmara. Thành phố Gebze có diện tích km2, dân số thời điểm năm 2009 là 282.444 người. Đây là thành phố lớn thứ 27 tại Thổ Nhĩ Kỳ.

## Thành phố kết nghĩa
Gebze kết nghĩa với:
- Garoowe, Somalia
- Kakanj, Bosnia và Herzegovina
- Karakol, Kyrgyzstan
- Kiseljak, Bosnia và Herzegovina
- Kythrea, Síp
- Oeiras, Bồ Đào Nha
- Pylaia, Hy Lạp
- Samuil, Bulgaria
- Studeničani, Bắc Macedonia
- Tyulyachinsky, Nga